# 格朗维莱尔
格朗维莱尔（法語：Grandvillers）是法国洛林大区孚日省的一个市镇，属于埃皮纳勒区和布吕耶尔县（Bruyères）。该市镇2009年时的人口为753人。

## 人口
格朗维莱尔人口变化图示
| 数据来源：INSEE |